# Sara Falotico
Sara Falotico (Seraing, 28 juni 1984) is een voormalig Italiaans-Belgisch kunstschaatsster.

## Levensloop
Falotico werd Belgisch kampioene in 2002, 2004 en 2005. Daarnaast behaalde ze tweemaal zilver op het BK, met name in 2001 en 2003. Vanaf 2014 kwam ze uit voor Italië. Op het Italiaans kampioenschap behaalde ze in 2015 een 6e plaats.
Ze nam deel aan de Europese kampioenschappen van 2000 (25e) te Wenen, 2002 (24e) te Lausanne, 2003 (24e) te Mälmo en 2004 (21e) te Boedapest. Ook nam ze deel aan de wereldkampioenschappen van 2003 (25e) te Washington, 2004 (28e) te Dortmund en 2005 (26e) te Moskou.
In 2014 won ze de Open d' Andorra en in 2005 werd ze tweede op Skate Israël. Voorts behaalde ze de 11e plaats op de Ondrej Nepela Memorial in 2000, de 10e (2002) en 8e plaats (2003) op de Nebelhorn Trophy, de 5e plaats op Golden Spin in 2004, de 8e plaats op de Karl Schäfer Memorial in 2005, de 4e plaats op de Denkova-Staviski Cup in 2014 en de 13e plaats op de Lombardia Trophy in 2015.